# Пентахондра
Пентахо́ндра (лат. Pentachondra) — род растений семейства Вересковые, включающий в себя 4 или 5 видов.

## Ботаническое описание
Раскидистые или стелющиеся кустарники.
Цветки пазушные, одиночные или сгруппированные; трубка венчика очень короткая или цилиндрическая и длиннее, чем чашелистик.
Плод подобен костянке.

## Ареал
Виды рода Pentachondra встречаются в Австралии и Новой Зеландии. В Австралии встречаются 4 вида, 3 из которых являются эндемичными.

## Виды
Род включает в себя следующие виды:
- Pentachondra dehiscens Cherry
- Pentachondra ericifolia Hook.f. — Пентахондра вересколистная
- Pentachondra involucrata R.Br. — Пентахондра покрывальная
- Pentachondra pumila (J.R.Forst. & G.Forst.) R.Br. — Пентахондра низкая, или Пентахондра малорослая

По данным The Plant List, род Пентахондра является монотипным и включает лишь вид Pentachondra pumila.